# Gökmeydan, Arsuz
Gökmeydan là một thị trấn thuộc huyện Arsuz, tỉnh Hatay, Thổ Nhĩ Kỳ. Dân số thời điểm năm 2011 là 1.916 người.